# CrazySexyCool: The TLC Story
Pour plus de détails, voir Fiche technique et Distribution.
CrazySexyCool: The TLC Story est un téléfilm américain biographique sur le trio musical TLC. Le titre est dérivé du second album du groupe CrazySexyCool. Les actrices principales du film sont Keke Palmer qui interprète Rozonda « Chilli » Thomas, Lil Mama qui interprete Lisa Lopes et Drew Sidora qui interprète Tionne Watkins. Rozonda Thomas et Tionne Watkins sont aussi productrices exécutives.
Le film est sorti le 21 octobre 2013 sur VH1. TLC a sorti une compilation nommée 20 produit par LaFace et Epic Records le 15 octobre 2013
avec les 4 singles : Creep, Waterfalls, Unpretty et une nouvelle chanson écrite par le chanteur Ne-Yo, "Meant to be"
Lors de la première diffusion du film, il a enregistré 4.5 million d'audience, ce qui en fait le téléfilm le plus vu lors sa 1re diffusion sur VH1 lors de l'année 2013,.
Chilli a confirmé via Twitter que le film sortira en DVD le 21 octobre 2014,.

## Fiche technique
- Titre original : CrazySexyCool: The TLC Story
- Réalisation : Charles Stone III
- Scénario : Kate Lanier
- Basé sur : TLC
- Musique : Jay Wadley
- Production : Bill Diggins, Rozonda "Chilli" Thomas, Tionne "T-Boz" Watkins, Keri Flint, Kate Lanier, Maggie Malina, Rick Krim, Alexander A. Mortlagh, Jill Holmes, Jeff Olde
- Sociétés de production : POP Films, VH1 Productions
- audience : 4,5 millions de téléspectateurs
- Pays d'origine : États-Unis
- Langue originale : anglais
- Chaine d'origine : VH1
- Format : couleur
- Genre : Film biographique
- Dates de sortie :
  -  États-Unis : 21 octobre 2013

## Distribution
- Keke Palmer : Rozonda "Chilli" Thomas
- Lil Mama : Lisa "Left Eye" Lopes
- Drew Sidora : Tionne "T-Boz" Watkins
- Rochelle Aytes : Perri "Pebbles" Reid
- Evan Ross : Dallas Austin
- Carl Anthony Payne II : L.A. Reid
- Tasia Sherel : Chilli's mother
- Jim Coleman : Dr Sebi
- Shaun Clay : Sean Combs
- Rico Ball : Andre Rison
- Ed Amatrudo : Clive Davis
- DeMontrez Spears : Dalvin DeGrate
- Donny Boaz : Bill Diggins
- Chantell D. Christohper : Mère de T-Boz
- Chase Rolison : Tionne jeune
- Ariana Neal : Lisa jeune
- Brooke Montalvo : Crystal Jones
- Shervoski Couture : Chorégraphe
- E. Roger Mitchell : docteur hospitalier
- Hakim Callender : Daryl (garde du corps de Tionne)
- Frank Faucette : Père de Left Eye
- Lisa Winters II : VMA Reporter
- Haji Abdullah : Club Bouncer
- Thomas Elliott : Club Goer (credit seulement)
- Laidee P. Jas : amie de Lisa
- Dawntavia Bullard : ami de Lisa
- Anthony Jordan Williams : fils de chili
- Anthony Williams : fils de Chili
- E. Roger Mitchell :  Docteur
- Wadette Bradford : Fan
- Ravan-Simone Jarrett : Hip Club Patron / Danceur du Club
- Nick DeKay : Bartender
- Dawntavia Bullard : amie de Lisa
- Mary Shaw : docteur de Tionne
- Joshua Tanksley : Skater
- Karen Beyer : secretaire de Clive
- Antonio Madison : DJ
- Mariama Diallo : amie de Dallas
- Renell Gibbs : Larry
- Melissa Youngblood : Cheri
- Ashley Abrams : Mc Hammer Crew
- Saidah Nairobi : Receptioniste
- Charles Walton : animateur radio
- Ty Fairchild : Extra (non crédité)
- Tionne Watkins : Elle-Même (archive)
- Lisa Lopes : Elle-Même (archive)
- Rozonda Thomas : Elle-Même (archive)
- Ne-Yo : Lui-même (archive)